# مزيل الرجفان ومقوم نظم القلب الخارجي

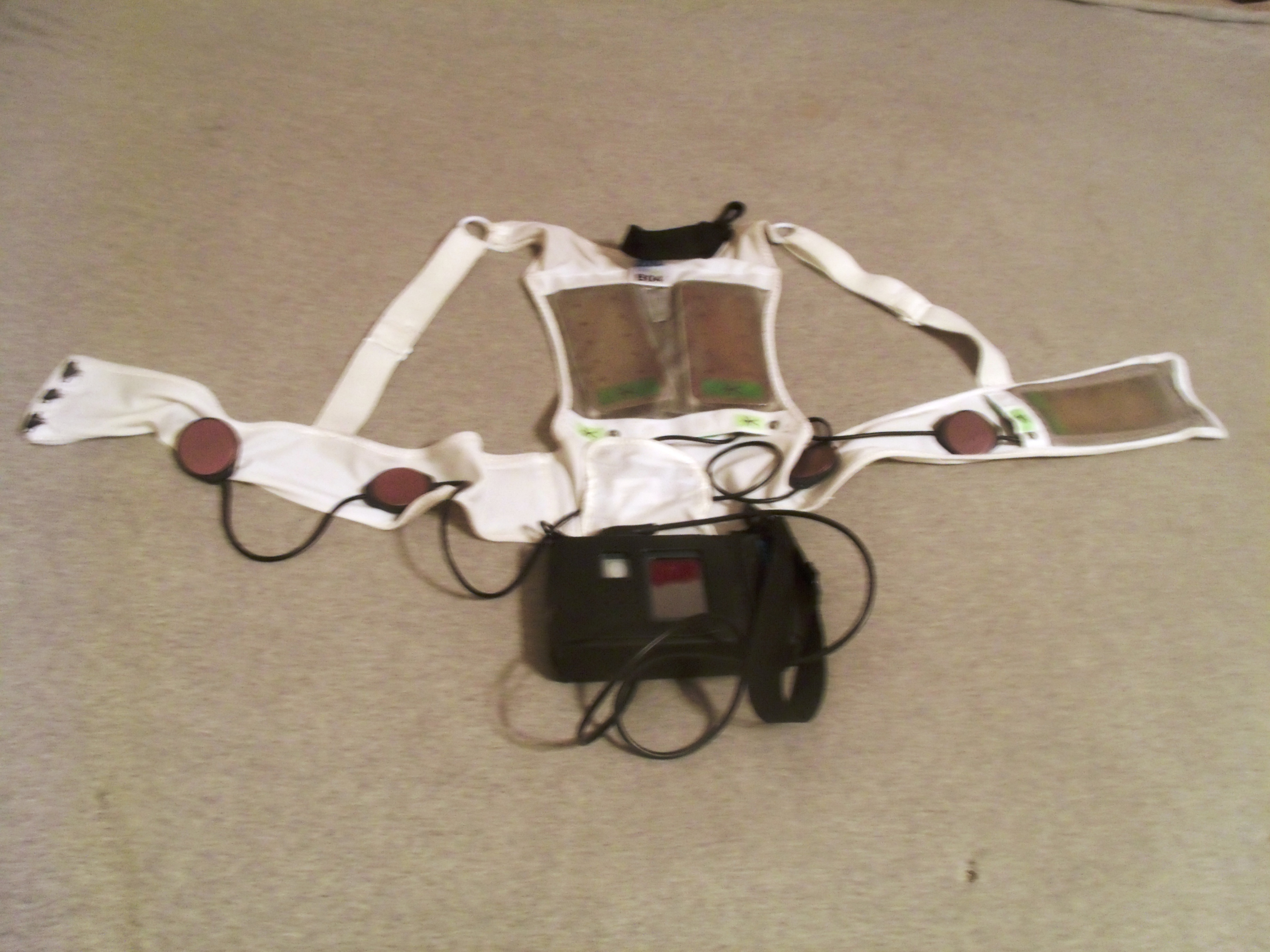

إن مزيل الرجفان ومقوم نظم القلب الخارجي (WCD) يمكن أن يرتديه المرضى المعرضون لخطر السكتة القلبية المفاجئة، ليتيح الوقت للطبيب لتقييم خطر اضطراب النظم على المدى الطويل ووضع الخطط المناسبة.
إن جهاز مزيل الرجفان ومقوم نظم القلب الخارجي خفيف الوزن ويسهل ارتداؤه الأمر الذي يتيح للمرضى أن يستأنفوا أنشطة حياتهم اليومية وأن ينعموا براحة البال لأنهم محميون من خطر السكتة القلبية المفاجئة.  إن هذا الجهاز ليس جائرًا ويتكون من مكونين أساسيين: حامل وشاشة. ويمكن ارتداء الحامل تحت الملابس ويقوم برصد اضطراب النظم ويقدم صدمات علاجية.  ويتم ارتداء الشاشة حول الوسط أو تعلق في حزام الكتف وتقوم تلك الشاشة بتسجيل اضطراب النظم.  ويقوم الجهاز باستمرار بمراقبة قلب المريض، وفي حالة رصد نظم يهدد حياة قلب المريض، يطلق الجهاز صدمة علاجية لإعادة نظم القلب الطبيعي.  وعادة ما تستغرق كامل عملية اكتشاف اضطراب النظم القاتل إلى إطلاق صدمة علاجية تلقائيًا في أقل من دقيقة. فالقيام بعملية إزالة الرجفان في الوقت المناسب هو العامل الأكثر أهمية في إنقاذ حياة ضحية السكتة القلبية المفاجئة.  فيجب توجيه الصدمة العلاجية في غضون دقائق معدودة من اكتشاف الاضطراب لتكون تلك الصدمة فعالة؛ فمع مرور كل دقيقة تنخفض فرص إنقاذ حياة المريض بنسبة 10 في المائة.  ولا يحتاج الجهاز إلى تدخل شخص آخر فلقد بلغت نسبة نجاح الصدمة العلاجية الأولى في إنعاش المرضى من السكتة القلبية المفاجئة 98 في المائة.
يمكن وصف جهاز مزيل الرجفان ومقوم نظم القلب الخارجي للمرضى الأكثر عرضة للسكتة القلبية المفاجئة عقب تعرضهم لنوبة قلبية، قبل أو بعد جراحة تحويل أو تركيب استنت، ويمكن وصفه أيضًا للمرضى المصابين باعتلال عضلة القلب أو قصور القلب الاحتقاني الذي يجعلهم عرضة لمخاطر خاصة.
إن جهاز مزيل الرجفان ومقوم نظم القلب الخارجي هو خيار علاجي، مذكور مع أجهزة مزيل الرجفان المغروس (ICDs), في التوصيات المشتركة للكلية الأمريكية للقلب وجمعية القلب الأمريكية وجمعية القلب الأوروبية (ACC/AHA/ESC) لعلاج مرضى اضطراب نظم القلب البطيني والوقاية من موت القلب المفاجئ.  وهو أيضًا من توصيات الفئة 1 في إرشادات الجمعية الدولية لزراعة القلب والرئة الخاصة برعاية المرشحين لعمليات زرع القلب.

## معلومات تاريخية
في عام 1986م، قام الطبيب إم ستيفن هيلمان (M. Stephen Heilman) مع فريق من الموظفين السابقين في Intec، الذين قاموا بتطوير أول جهاز مزيل الرجفان المغروس (ICD)، بتأسيس شركة لايف كور (Lifecor) وبدؤوا في تطوير جهاز مزيل الرجفان ومقوم نظم القلب الخارجي. ولقد تم اختبار الجهاز على نطاق واسع لمدة ثلاث سنوات في 17 مركزًا طبيًا كبيرًا في مختلف أنحاء الولايات المتحدة وأوروبا. ولقد أتاحت البيانات الطبية المجمعة من تلك التجارب للشركة أن تحصل على اعتماد إدارة الأغذية والأدوية لاستخدام الجهاز في الولايات المتحدة.
في عام 2001م، اعتمدت إدارة الأغذية والأدوية جهاز مزيل الرجفان ومقوم نظم القلب الخارجي LifeVest. ولقد استحوذت شركة زول ميدكال (ZOLL Medical Corporation) عام 2006م وشركة أساهي كيسي (Asahi Kasei) عام 2012م على شركة لايف كور (Lifecor). ويتم بيع جهاز LifeVest حاليًا في الولايات المتحدة وأوروبا وإسرائيل.
ووفقًا لشركة زول، الشركة المصنعة لجهاز LifeVest، فقد تم وصف جهاز LifeVest لما يزيد عن 75 ألف مريض.

## التغطية التأمينية في الولايات المتحدة
تتم تغطية جهاز مزيل الرجفان ومقوم نظم القلب الخارجي في معظم الخطط الصحية في الولايات المتحدة، بما في ذلك الخطط التجارية وخطط الولاية والخطط الفيدرالية باعتباره جهازًا طبيًا معمرًا (DME) بالنسبة لهؤلاء المرضى المعرضين بشدة لخطر السكتة القلبية، ويشمل:
- الوقاية الأولية [الكسر القذفي EF) ≤35%، واحتشاء عضل القلب (MI)، أو اعتلال عضلة القلب اللإقفاري (NICM)، أو غير ذلك من اعتلال عضلة القلب التوسعي (DCM)] وتشمل:
  - بعد احتشاء عضل القلب الأخير (التغطية أثناء فترة انتظار جهاز مزيل الرجفان المغروس البالغة 40 يومًا)
  - قبل جراحة المجازة التاجية (CABG) أو رأب الوعاء التاجي عبر اللمعة بطريق الجلد (PTCA) أو عقبهما مباشرةً (التغطية أثناء فترة انتظار جهاز مزيل الرجفان المغروس البالغة 90 يومًا)
  - مذكور لعمليات زرع القلب
  - اعتلال عضلة القلب اللإقفاري (NICM) المشخص حديثًا (التغطية أثناء فترة انتظار جهاز مزيل الرجفان المغروس التي تتراوح بين ثلاثة إلى تسعة أشهر)
  - جمعية القلب بنيويورك (NYHA) الفئة IV لقصور القلب
  - المرض الأخير عندما يكون من المتوقع أن يعيش المريض أقل من عام
- حالات مزيل الرجفان المغروس عندما تؤجل حالة المريض عملية زرع مزيل الرجفان المغروس أو تمنع إتمام تلك العملية
- عملية ازدراع جهاز مزيل الرجفان المغروس

## تقييم الفوائد
يمثل جهاز مزيل الرجفان ومقوم نظم القلب الخارجي أحد الخيارات المتاحة أمام المرضى المعرضين لخطر السكتة القلبية المفاجئة وليسوا مؤهلين لعملية زرع جهاز مزيل الرجفان المغروس أو يرفضون تلك الجراحة. ولقد تم وضع العديد من البروتوكولات الخاصة بمعالجة المرضى المعرضين لخطر السكتة القلبة المفاجئة. ويعد بروتوكول الوقاية الأساسية من موت القلب المفاجئ في جمعية نظم القلب Heart Rhythm Society (HRS) وسيلةً تعليمية طبية مستقلة وضعها أطباء من جمعية نظم القلب لتكون بمثابة أداة يستخدمها أطباء القلب (العام والتخصصي) وغيرهم من اختصاصيي الرعاية الطبية عند تمييز المرضى الذي ينبغي فحصهم لتحديد خطر موت القلب المفاجئ، وعند التوصية بخيارات علاج المريض وتحديد الوقت المناسب لإحالة المريض إلى أخصائي الفيزيولوجيا الكهربية. ويضم بروتوكول فحص موت القلب المفاجئ في تلك الجمعية توصيةً خاصة بالتفكير في جهاز مزيل الرجفان ومقوم نظم القلب الخارجي كجزء من المسار العلاجي للمرضى المعرضين لخطر موت القلب المفاجئ.

## وصلات خارجية
- The Zoll LifeVest
- Heart Rhythm Society (HRS) SCD Primary Prevention Protocol